# 존 클리즈
존 마우드 클리즈(John Marwood Cleese, 1939년 10월 27일 ~ )는 잉글랜드의 배우이자 희극인, 작가, 영화 제작자이다. 영국의 코미디 그룹인 "몬티 파이튼"의 주요 멤버였다. 1988년 아카데미상과 BAFTA의 최우수 각본상 후보에 오른 《완다라는 이름의 물고기》를 공동 집필했고 제작을 총 지휘, 출연까지 했다. 이 영화로 BAFTA에서 남우주연상을 수상했다.

## 출연
- 2021년 - 클리포드 더 빅 레드 독 (Clifford the Big Red Dog) - 브리드웰 역
- 2009년 - 핑크 팬더 2 (Pink Panther 2) - 드레이퍼스 역
- 2008년 - 지구가 멈추는 날 (The Day the Earth Stood Still) - 베른하르트 역
- 2006년 - 맨 어바웃 타운 (Man About Town) - 프림킨 역
- 2004년 - 해리포터와 아즈카반의 죄수 (Harry Potter and the Prisoner of Azkaban) - 목이 달랑달랑한 닉 역
- 2003년 - 미녀삼총사 : 맥시멈 스피드 (Charlie's Angels : Full Throttle) - 알렉스 아버지 역
- 2002년 - 스코치드 (Scorched) - 찰스 머천트 역
- 2002년 - 007 제20편 : 어나더데이 (Die Another Day) - Q 역
- 2002년 - 해리포터와 비밀의 방 (Harry Potter and the Chamber of Secrets) - 목이 달랑달랑한 닉 역
- 2002년 - 플루토 내쉬 (The Adventures of Pluto Nash) - 제임스 역
- 2001년 - 해리포터와 마법사의 돌 (Harry Potter and the Sorcerer's Stone) - 목이 달랑달랑한 닉 역
- 2001년 - 노브레인 레이스 (Rat Race) - 싱클레어 역
- 2000년 - 마술 푸딩 (The Magic Pudding)
- 1994년 - 정글북 (The Jungle Book) - 줄리앙 플럼포드 역
- 1989년 - 에릭 더 바이킹 (Erik the Viking) - 하프단 더 블랙 역
- 1988년 - 완다라는 이름의 물고기 (A Fish Called Wanda) - 아치 리치 역
- 1986년 - 미스터 스팀슨 구출 작전 (Clock Wise) - 브라이언 스팀슨 역
- 1981년 - 시간 도둑들 (Time Bandits) - 로빈후드 역
- 1979년 - 라이프 오브 브라이언 (Life Of Brian) - 와이즈 맨#2/ 레그/유대인 공무원 역
- 1997년 - 와일드 사파리 (Fierce creature) - 롤로 리 역
- 1975년 - 몬티 파이톤과 성배 (Monty Python and the Holy Grail)
- 1972년 - 엔드 나우 포 썸씽 (And Now For Something Completely Different)
- 1971년 - 몬티 파이튼 : 완전히 다른 것을 위하여 (And Now For Something Completely Different)
- 1969년 - 몬티 파이튼 비행 서커스 (TV)]] (Monty Python's Flying Circus)

### 목소리 출연
- 2018년 - 아틱 저스티스: 썬더 스쿼드 (Arctic Justice: Thunder Squad)
- 2018년 - 엘리엇과 산타 썰매단 (Elliot the Littlest Reindeer)
- 2016년 - 트롤 (Trolls) - 크리슬 왕 역
- 2015년 - 출동! 도토리 구조대 (Get Squirrely) - 미스터 벨우드 역
- 2010년 - 슈렉 포에버 (Shrek Forever After / Shrek 4)
- 2009년 - 플래닛 51 (Planet 51)
- 2008년 - 이고르와 귀여운 몬스터 이바 (Igor)
- 2007년 - 슈렉 3 (Shrek the Third / Shrek 3)
- 2005년 - 발리언트 (Valiant)
- 2005년 - 발리언트 : 더빙판 (Valiant)
- 2004년 - 슈렉 2 (Shrek 2)